# Kungariket Zimbabwe
Kungariket Zimbabwe var en historisk stat som låg i nuvarande Zimbabwe och mellan 1220-talet och 1450-talet. 
Det uppgick i Kungariket Mutapa och Kungariket Butua omkring 1450. Det är känt som det rike som hade Stora Zimbabwe som huvudstad.